# Evidence (Film)
Evidence ist ein dokumentarischer Essayfilm von Lee Anne Schmitt, der die Auswirkungen konservativer Denkfabriken in den USA anhand der Geschichte der Olin Corporation untersucht. Der Film feierte seine Weltpremiere auf der 75. Berlinale.

## Handlung
Lee Anne Schmitt erforscht die Karriere ihres Vaters bei der Olin Corp und verbindet persönliche Erinnerungen mit einer Analyse konservativer Denkfabriken. Ihr 16-mm-Essayfilm zeigt die Umweltauswirkungen des Chemiekonzerns sowie den politischen Einfluss der Olin Foundation auf Amerikas Gesellschaft, Familienwerte und Frauenrechte – ein kritischer Blick auf Neokonservatismus und Dark Money in den USA.

## Hintergründe und Produktion
Evidence feierte seine Weltpremiere auf der Berlinale in der Sektion Forum – Dokumentarische Form.